# Bart Jan Bok
Bart Jan Bok, nizozemsko-ameriški astronom, * 28. april 1906, Hoorn, Nizozemska, † 5. avgust 1983, Tucson, Arizona, ZDA.
Po njem in  njegovi ženi Priscilli Fairfield Bok se imenuje asteroid 1983 Bok in krater Bok na Luni. Po njem se imenuje 2300 mm (90 palčni) daljnogled - Daljnogled Bok na Stewardovemn observatoriju.